# Bultpistol

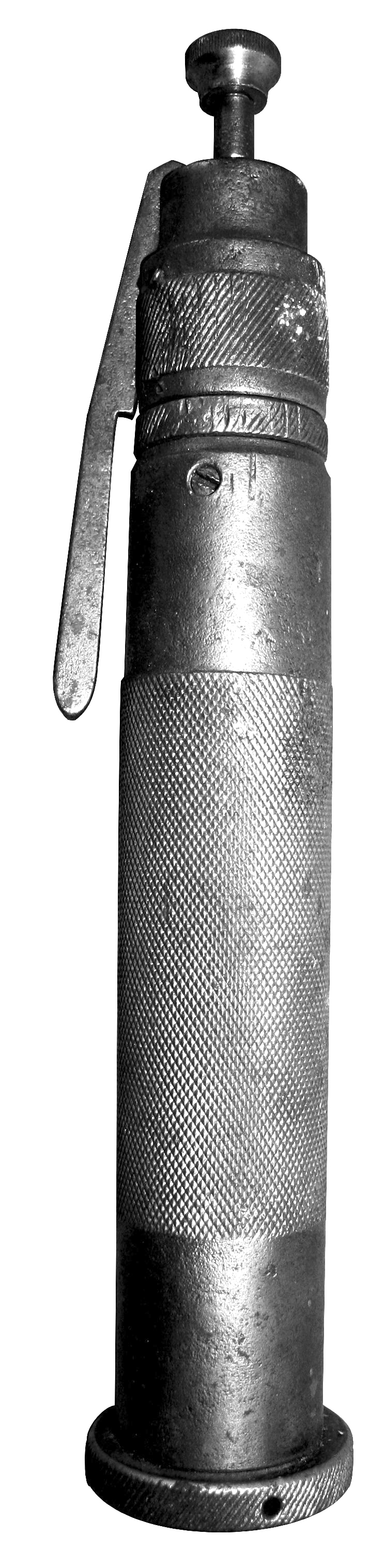
En typ av bultpistol som laddas med en patron innehållande en krutladdning.

En bultpistol är ett verktyg som används för att bedöva (göra medvetslös) djur innan de avlivas, till exempel genom avblodning. Bultpistol räknas till mekanisk bedövning och är godkänt för samtliga djurslag som räknas upp i Djurskyddsmyndighetens föreskrifter.
Bultpistolen uppfanns 1903 av doktor Hugo Heiss, chef för slakteriet i Straubing, Tyskland.
Bultpistolen, som ofta har formen av en cylinder, fungerar så att en bult (metallstång) med hjälp av en fjäder, tryckluft eller en krutladdning skjuts ut med hög hastighet ur ena änden, vilken hålls mot djuret. Bulten lämnar aldrig bultpistolen helt och återgår automatiskt till densamma efter användning. De bultpistoler som drivs av en krutladdning är ofta avsedda att laddas med en speciell typ av patron – en slaktpatron – som till skillnad från vanliga patroner inte innehåller någon kula.
Djurskyddsmyndighetens riktlinjer för bedövning med bultpistol säger att djuret ska skjutas så att hjärnan träffas och skadas på ett sådant sätt att djuret omedelbart förlorar medvetandet.
Vid industriell slakt används bultpistol främst för nötboskap medan elektricitet eller koldioxid ofta används för får och grisar. Bultpistol används både för slakt och nödslakt/avlivning – både på slakteri och ute på bondgårdar.